# 放置自動車処理条例
放置自動車処理条例（ほうちじどうしゃしょりじょうれい）とは地方自治体の条例。

## 概要
自動車の不適切な放置状態を解消することを目的としている。
横浜市で1991年9月に「横浜市放置自転車及び沈船等の発生の防止及び適正な処理に関する条例」が制定され、10月1日に施行されたのが最初である。

## 条例

### 県の条例
| 府県   | 条例名                                                     |
| ------ | ---------------------------------------------------------- |
| 三重県 | 三重県生活環境の保全に関する条例                           |
| 大阪府 | 大阪府放置自動車の適正な処理に関する条例                   |
| 鳥取県 | 鳥取県県有地等における自動車の放置に対する措置に関する条例 |
| 岡山県 | 岡山県快適な環境の確保に関する条例                         |
| 徳島県 | 徳島県生活環境保全条例                                     |
| 香川県 | 香川県放置自動車の処理に関する条例                         |
| 高知県 | 高知県放置自動車の発生の防止及び処理の推進に関する条例     |
| 大分県 | 美しく快適な大分県づくり条例                               |

### 政令指定都市や特別区の条例
| 自治体   | 条例名                                                           |
| -------- | ---------------------------------------------------------------- |
| 千葉市   | 千葉市放置自動車の発生の防止及び適正な処理に関する条例           |
| 横浜市   | 横浜市放置自転車及び沈船等の発生の防止及び適正な処理に関する条例 |
| 名古屋市 | 名古屋市放置自動車の発生の防止及び適正な処理に関する条例         |
| 京都市   | 京都市自動車放置防止条例                                         |
| 岡山市   | 岡山市放置自動車の発生の防止及び適正な処理に関する条例           |
| 北九州市 | 北九州市放置自動車の発生防止及び適正な処理に関する条例           |

## 関連書籍
- 阿部泰隆『政策法務からの提言』日本評論社、1993年。ISBN 9784535581388。